# 阿爾貝什蒂鄉 (雅洛米察縣)
44°32′N 27°8′E / 44.533°N 27.133°E
阿爾貝什蒂鄉（羅馬尼亞語：Comuna Albești, Ialomița），是羅馬尼亞的鄉份，位於該國南部，由雅洛米察縣負責管轄，處於布加勒斯特以東80公里，每年平均降雨量915毫米，海拔高度61米，2007年人口1,301。